# Energia sostenibile
In economia e ingegneria energetica con il termine energia sostenibile (o energia verde) si considera quella modalità di produzione ed uso dell'energia che permette uno sviluppo sostenibile. Tale concetto ha tre componenti chiave, una dal punto di vista della produzione (e quindi legata alla produzione di energia rinnovabile), un'altra legata alla sua utilizzazione ovvero all'efficienza e al risparmio energetico ed infine l'ultima chiave legata all'impatto ambientale in termini di inquinamento (minimo, controllato o nullo). Si tratta quindi di un approccio ampio che non riguarda solo la produzione energetica, ma anche il suo utilizzo, inserendosi pertanto in un'ottica complessiva di sviluppo sostenibile e di economia verde.

## Descrizione
Sul fronte della produzione energetica sostenibile, il riferimento principale sono ovviamente le energie rinnovabili, cioè quelle fonti che per loro natura non sono "esauribili" sulla scala dei tempi umani, come ad esempio l'energia idroelettrica, l'energia solare, l'energia eolica, l'energia del moto ondoso, l'energia geotermica, l'energia mareomotrice ed altre.
Altro punto cardine riguarda la modalità di produzione, che prevede un approccio su scale più piccole, maggiormente sostenibili dall'uomo e dall'ambiente, preferendo dunque reti di produzione "distribuite" che facciano perno sulla microgenerazione e cogenerazione, invece dei grandi impianti centralizzati.
Tralasciando il rischio meno probabile di grossi incidenti nucleari, atti di terrorismo o altri disastri maggiori, l'energia nucleare e la fusione nucleare potrebbero rispettare la definizione di sostenibilità, ma è controverso se siano o no definite tali per ragioni sociali e politiche. Sul fronte dell'uso razionale dell'energia le possibilità sono moltissime ed impossibili da elencare, in quanto gli ambiti di possibile aumento dell'efficienza energetica o di risparmio energetico sono vastissimi. A puro titolo di esempio -assolutamente non esaustivo- si possono citare l'isolamento termico delle abitazioni, l'uso di lampade a basso consumo, lo sfruttamento di cascami di energia termica non altrimenti evitabili/utilizzabili per alimentare reti di teleriscaldamento, la riduzione e/o la maggior efficienza dei trasporti ecc. Come si può comprendere, parlare di energia sostenibile coinvolge aspetti sia tecnico/scientifici che politico/sociali ed ambientali. Va tuttavia sottolineato che vi sono scuole di pensiero che considerano efficienza e risparmio come "energie rinnovabili" a tutti gli effetti, ad esempio nelle fasi di progettazione, realizzazione e gestione di un green building. In questo spirito le organizzazioni possono introdurre al loro interno un Sistema di gestione dell'energia, per esempio secondo i criteri della norma UNI CEI EN ISO 50001:2018.
Sul fronte dell'impatto ambientale l'interesse per l'energia sostenibile nasce sicuramente da necessità ambientali quali:
- riduzione dell'emissioni delle principali sostanze nocive, frutto dei tradizionali utilizzi dei combustibili fossili di origine organica (petrolio e derivati, gas, carbone etc...) che hanno caratterizzato per gran parte del Novecento la principale fonte di energia;
- riduzione degli inquinanti dell'atmosfera, dell'idrosfera (a causa delle sostanze che vengono riversate illegalmente nelle falde acquifere, fiumi, laghi, mari);

Solo recentemente le politiche ambientali e pubbliche di più e più stati hanno riconsiderato l'opportunità di vedere nell'energia verde un nuovo settore su cui investire dal punto di vista dello sviluppo tecnologico e occupazionale.

### Distinzione dagli altri termini
Alcuni modi in cui è stata definita l'energia sostenibile sono:
- L'approvvigionamento energetico che raggiunge le necessità del futuro senza compromettere la capacità delle generazioni future di raggiungere le loro necessità. L'energia sostenibile ha due componenti chiave: energia rinnovabile e efficienza energetica.
- Energia che è rigenerabile nella durata di una generazione e non causa danni a lungo termine all'ambiente.[1] - Jamaica Sustainable Development Network

Queste distinguono l'energia sostenibile dalle altre terminologie di energie rinnovabili come energie alternative e energie verdi, concentrandosi sull'abilità di una sorgente energetica di continuare a fornire energia. I requisiti come il non-inquinamento possono essere attenuati nella definizione di energia sostenibile, premesso che certi effetti negativi non proibiscono l'uso intensivo della sorgente per una quantità di tempo indefinito.

## Tecnologie di energie rinnovabili
Le tecnologie per le energie rinnovabili sono contributi essenziali all'energia sostenibile, poiché contribuiscono in genere alla sicurezza energetica, riducendo la dipendenza verso i combustibili fossili e dando opportunità di ridurre i gas serra. L'Agenzia internazionale dell'energia ha definito tre generazioni di tecnologie per l'energia rinnovabile, a partire da oltre 100 anni fa:
- Tecnologie di prima generazione, emerse dalla rivoluzione industriale alla fine del XIX secolo, tra le quali vi sono l'energia idroelettrica, la combustione di biomasse (v. centrale a biomasse) e l'energia geotermica. Alcune di queste tecnologie sono ancora largamente usate.
- Tecnologie di seconda generazione, che comprendono il raffreddamento e il riscaldamento solare, l'energia eolica, le forme moderne di bioenergia e il fotovoltaico. Questi stanno entrando ora nei mercati come risultati di investimenti in ricerca, sviluppo e dimostrazioni[non chiaro] (RD%D[non chiaro]) dal 1980. L'investimento iniziale è stato stimolato da preoccupazioni di sicurezza energetica collegate alle crisi energetiche degli anni '70, ma l'appello continuo verso le fonti rinnovabili è causato, almeno in parte, ai benefici ambientali. Molte delle tecnologie riflettono sviluppi significativi dei materiali.
- Le tecnologie di terza generazione sono ancora in corso di sviluppo e prevedono progressi nella gassificazione delle biomasse, tecnologie di bioraffinazione, solare termodinamico concentrato e energia oceanica. Progressi nella nanotecnologia potrebbero avere un ruolo importante in tutto ciò.[2]

Le tecnologie di prima e seconda generazione sono entrate nei mercati e quelle di terza generazione dipendono molto da impegni a lungo termine in ricerca e sviluppo, dove il settore pubblico ha un ruolo importante da svolgere.

### Energia sostenibile
Trasferirsi verso l'energia sostenibile richiederà cambiamenti non solo nei modi in cui viene fornita l'energia, ma anche in quelli in cui è usata e la riduzione della quantità di energia richiesta per la consegna di vari beni o servizi è essenziale. Le opportunità per il miglioramento sul lato della domanda dell'equazione dell'energia sono ricche e assortite quanto quelle per l'offerta e spesso offrono benefici economici significativi.
L'energia rinnovabile e l'uso energetico efficiente sono detti a volte i “pilastri gemelli” della politica sull'energia sostenibile. Entrambe le risorse devono essere sviluppate per stabilizzare e ridurre le emissioni di anidride carbonica. L'efficienza rallenta la crescita della domanda energetica cosicché far crescere le fonti energetiche pulite può procurare grossi tagli nell'utilizzo di combustibili fossili. Se l'uso energetico crescesse troppo velocemente, gli sviluppi nell'energia rinnovabile inseguirebbero un bersaglio sfuggente. Nello stesso modo, se le fonti energetiche pulite non si attivassero rapidamente, il rallentamento della crescita della domanda comincerebbe soltanto a ridurre le emissioni totali; serve anche ridurre il contenuto in carbonio delle fonti energetiche. Qualsiasi visione seria di un'economia energetica sostenibile richiede quindi investimenti sia nelle fonti rinnovabili che nell'efficienza.
L'energia rinnovabile (e l'efficienza energetica) non sono più settori di nicchia promossi soltanto da governi e ambientalisti. Gli aumenti negli investimenti e il fatto che molto del capitale viene da attori finanziari più convenzionali suggeriscono che le opzioni di energia sostenibile stanno diventando l'attuale corrente principale.
Le preoccupazioni sul mutamento climatico assieme agli alti costi petroliferi e al crescente supporto dei governi stanno portando, secondo un'analisi sull'andamento del Programma delle Nazioni Unite per l'Ambiente, grossi investimenti sulle industrie dell'energia sostenibile. Il rapporto dice che il flusso di investimenti di capitale nelle energie rinnovabili è salito da 80 miliardi di dollari nel 2005 a un record di 100 miliardi di dollari nel 2006. Nel 2007 l'andamento in salita è continuato, con investimenti di capitale anche in settori e regioni precedentemente considerate troppo a rischio e troppo prive di liquidi per meritare l'attenzione della comunità istituzionale di investimento. Un recente rapporto dalla Helmut Kaiser Consultancy di Zurigo afferma che la generazione e l'immagazzinamento di energia rinnovabile sarà il settore con la crescita più veloce nel mercato energetico per i prossimi 20 anni.

## Energia nucleare
La World Nuclear Association dice che il nucleare ha il potenziale di essere sostenibile, tuttavia, viene spesso precisato il fatto che ci sono diverse sfide che bisogna affrontare prima di poter aumentare drasticamente il suo ruolo.
Ci sono due tipi di energia nucleare:
- la "Fissione nucleare", usata in tutte le attuali centrali nucleari;
- la "Fusione nucleare", che è la reazione che alimenta le stelle, incluso il sole, per la quale si stanno ancora effettuando delle ricerche per l'uso sulla Terra.

Entrambi i tipi creano rifiuti radioattivi nella forma di materiale strutturale attivo, anche se nella fusione tali rifiuti sono smaltibili in modo più controllato, resta una delle problematiche relative alla sostenibilità di tale fonte energetica.
La sostenibilità a lungo termine della fissione nucleare dipende dalla quantità di uranio e torio disponibili ad essere estratte dalle miniere. Le stime per le riserve di combustibile variano molto, ma se si assumono i reattori rigeneranti e il riprocessamento dei combustibili, le stime si portano a 10.000 anni o più. (l'uranio sulla crosta terrestre è approssimativamente comune come lo stagno o lo zinco (2 ppm) e il torio come il piombo (6 ppm).
La sostenibilità a lungo termine per la fusione nucleare dipende dal fatto che venga sviluppata o no una tecnologia accessibile, e dalla quantità di litio disponibile per l'estrazione (per la fusione di deuterio e trizio) o dalla quantità di deuterio, un isotopo dell'idrogeno disponibile nell'"acqua pesante" (per la fusione tra deuterio e deuterio). Il litio è un componente abbastanza comune della crosta terrestre, più di 10 volte il torio (65 ppm). Il deuterio si trova in piccole concentrazioni negli elementi dell'idrogeno (specialmente nell'acqua), in circa 150 parti per milione e si estrae facilmente dall'acqua marina. Data la dimensione degli oceani terrestri, vi sono fonti usabili di deuterio per usi pratici illimitate.

### Sostenibilità tecnica dell'energia nucleare
Coloro che la propongono, come gli ambientalisti James Lovelock, Patrick Moore (cofondatore di Greenpeace), Stewart Brand (creatore del Whole Earth Catalog) e Norris McDonald (presidente della AAEA, l'associazione degli afroamericani ambientalisti), affermano anche che il nucleare è ambientalmente pulito almeno quanto le fonti tradizionali di energia rinnovabile, rendendolo parte della soluzione al riscaldamento globale e alla crescente richiesta energetica mondiale. Essi hanno notato che le centrali nucleari producono pochissime emissioni di anidride carbonica e puntualizzano che i rifiuti radioattivi prodotti sono pochi e ben confinati, specialmente se comparati ai combustibili fossili.

## Fonti di energia rinnovabile
Le fonti energetiche rinnovabili sono essenziali per l'energia sostenibile, perché in genere aumentano la sicurezza energetica ed emettono molti meno gas a effetto serra dei combustibili fossili. I progetti di energia rinnovabile sollevano talvolta gravi problemi di sostenibilità, come i rischi per la biodiversità quando aree di alto valore ecologico vengono convertite alla produzione di bioenergia o a parchi eolici o solari.

### Il sole
Il sole è la fonte primaria di energia della Terra, una risorsa pulita e abbondantemente disponibile in molte regioni. L'energia solare viene indicata come un'alternativa sostenibile per contribuire a combattere il cambiamento climatico e a ridurre l'inquinamento atmosferico globale. Nel 2019, l'energia solare ha fornito circa il 3% della produzione mondiale di elettricità, soprattutto grazie ai pannelli solari fotovoltaici (PV). Si prevede che gli impianti solari fotovoltaici saranno la fonte di energia elettrica con la maggiore capacità installata al mondo entro il 2027. I pannelli sono montati sui tetti degli edifici o installati in parchi solari su scala industriale. Il costo del solare fotovoltaico è sceso rapidamente, portando a una crescita significativa della capacità a livello mondiale. Il costo dell'elettricità prodotta dalle nuove centrali solari è competitivo, e in molti luoghi più economico, di quello delle centrali a carbone esistenti. Diverse proiezioni sull'utilizzo futuro dell'energia identificano l'energia solare come una delle principali fonti di generazione di energia in una combinazione sostenibile di.